# Clematis glycinoides
Clematis glycinoides är en ranunkelväxtart som beskrevs av Dc.. Clematis glycinoides ingår i släktet klematisar, och familjen ranunkelväxter. Utöver nominatformen finns också underarten C. g. longifoliola.